# Місія України при НАТО
Місія України при Організації Північноатлантичного Договору — дипломатичне представництво при міжнародній організації, заснована з метою забезпечення постійного співробітництва України з НАТО та участі у Раді Євроатлантичного Партнерства, а також реалізації положень Хартії про особливе партнерство між Україною та НАТО, підписаної в м. Мадриді 9 липня 1997 року.

## Напрямки роботи

### Завдання Місії
Місія керується Конституцією України, законами України, міжнародними договорами України, актами Президента України і Кабінету Міністрів України, Міністерства закордонних справ України, і договором між Україною та НАТО, а також дорученнями керівників центральних органів виконавчої влади у сфері співробітництва України з НАТО, погодженими з Міністром закордонних справ України.
- забезпечення реалізації та розвиток політики України у відносинах з НАТО;
- представництво України при НАТО, її органах та підтримання з цією організацією офіційних відносин;
- забезпечення постійних контактів з політичними і військовими структурами НАТО, представництво України в РЄАП та її органах;
- участь у роботі органів РЄАП, Програми НАТО «Партнерство заради миру», Комісії Україна — НАТО, військових комітетів Україна — НАТО, Спільної групи Україна — НАТО у сфері планування на випадок надзвичайних ситуацій та інших спільних органів.[1]

### Діяльність Місії
Місія відповідно до покладених на неї завдань:
- сприяє контактам міністерств та інших центральних органів виконавчої влади України з відповідними органами РЄАП і структурами Міжнародного секретаріату НАТО та Міжнародного військового штабу;
- координує роботу делегацій України, які беруть участь у діяльності органів НАТО, та надає їм відповідну допомогу;
- підтримує зв'язок з військовим командуванням НАТО і сприяє координації зусиль у спільних операціях під командуванням НАТО;
- здійснює контакти з місіями держав-членів і держав-партнерів при НАТО;
- інформує органи державної влади України про становище і події в НАТО та відносини НАТО з державами-партнерами;
- поширює в НАТО інформацію про становище в Україні, прийняті у державі важливі рішення з питань зовнішньої політики і безпеки;
- вносить пропозиції щодо вдосконалення співробітництва між органами державної влади України і НАТО, зокрема в рамках Хартії, ПЗМ, Процесу планування і оцінки сил тощо.

Місія за дорученням Міністра закордонних справ України і погодженими з ним дорученнями керівників міністерств та інших центральних органів виконавчої влади може виконувати й інші завдання щодо забезпечення співробітництва України з НАТО.

## Керівники місії України при НАТО

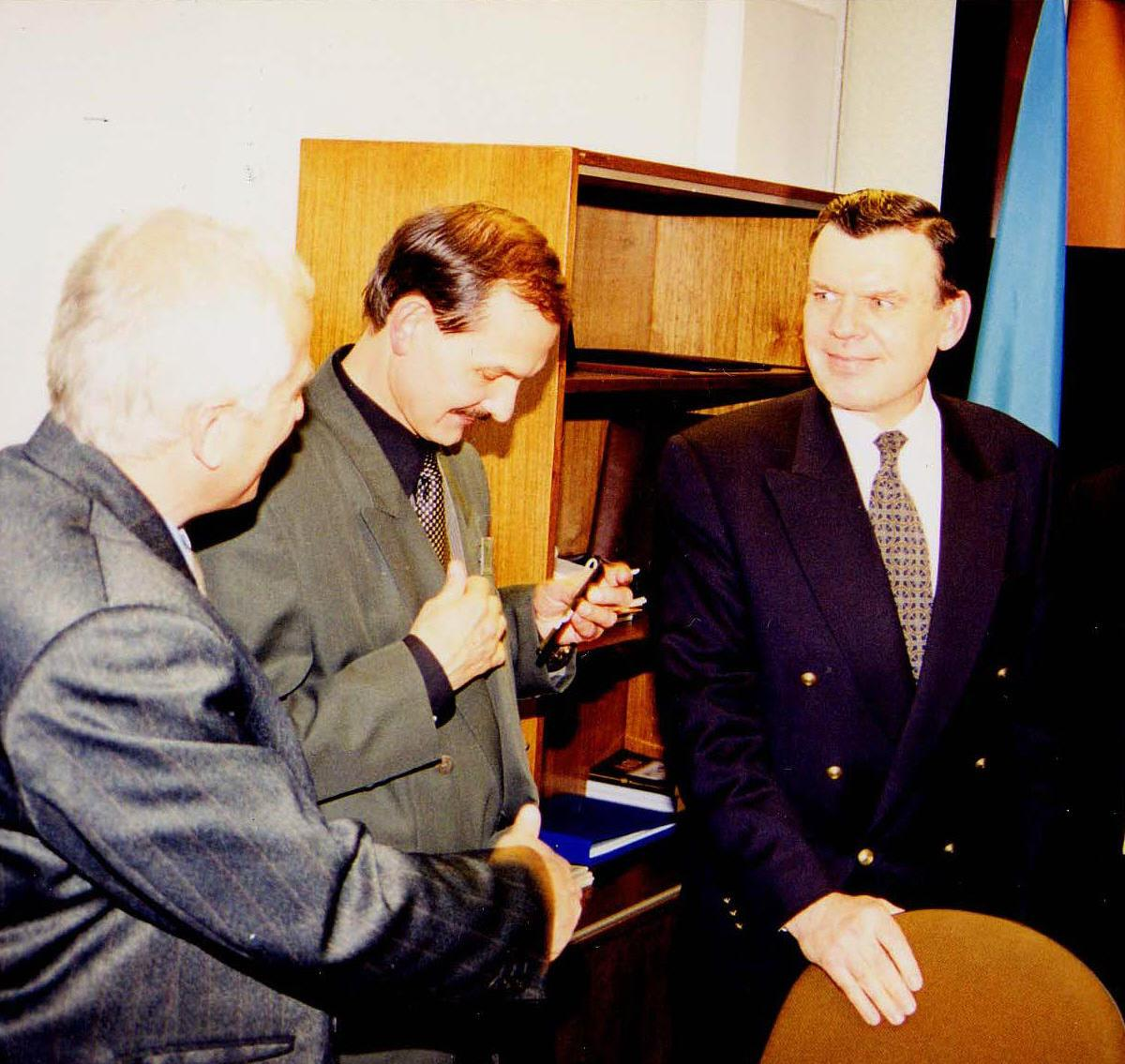
Костянтин Морозов — керівник Місії України при НАТО (крайній праворуч) зустрічається з вченими з України, Брюссель, 1997

| N  | Країна  | Керівник                       | Зображення | Термін           |
| -- | ------- | ------------------------------ | ---------- | ---------------- |
| 1  | Україна | Василенко Володимир Андрійович |            | (1992—1997)      |
| 2  | Україна | Тарасюк Борис Іванович         |            | (1997—1998)      |
| 3  | Україна | Грищенко Костянтин Іванович    |            | (1998—2000)      |
| 4  | Україна | Хандогій Володимир Дмитрович   |            | (2000—2005)      |
| 5  | Україна | Морозов Костянтин Петрович     |            | (2005—2007)      |
| 6  | Україна | Сагач Ігор Михайлович          |            | (2007—2010)      |
| 7  | Україна | Долгов Ігор Олексійович        |            | (2010—2014)      |
| 8  | Україна | Божок Єгор Валерійович         |            | (2014—2017) в.о. |
| 9  | Україна | Пристайко Вадим Володимирович  |            | (2017—2019)      |
| 10 | Україна | Селін Олексій Миколайович      |            | (2019-2020) в.о. |
| 11 | Україна | Толкачов Георгій Ігорович      |            | (2020-2021) в.о. |
| 12 | Україна | Галібаренко Наталія Миколаївна |            | (2021—2025).     |
| 13 | Україна | Гетьманчук Альона Анатоліївна  |            | (2025—).         |